# Armas-V

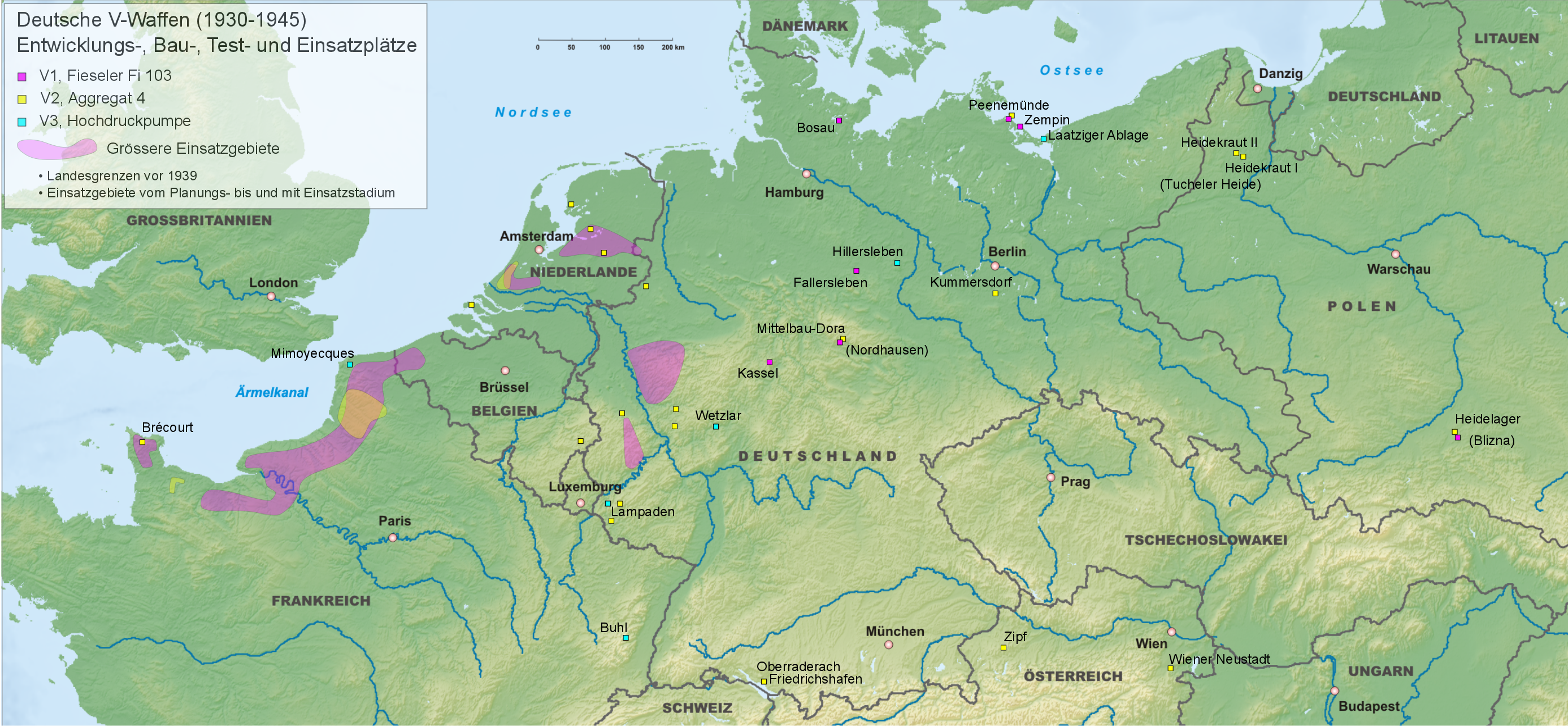
Locais da Europa ocupada, usados para o lançamento das armas-V.

Armas-V, sendo o V do termo alemão Vergeltungswaffen ("arma de retaliação" ou "arma de vingança"), foi um conjunto específico de armas de artilharia de longo alcance projetadas para bombardeios estratégicos durante a Segunda Guerra Mundial, particularmente bombardeios de terror e/ou bombardeios de cidades.
Elas compreendiam:
- V-1 (bomba voadora)
- V-2 (míssil balístico)
- V-3 (canhão)

Todas essas armas tinham como objetivo, ser usadas na campanha militar contra o Reino Unido, sendo que apenas a V-1 e a V-2 foram usadas na campanha de 1944-45. Depois da invasão da Europa pelos aliados (Dia D), essas armas foram empregadas também contra alvos na Europa continental.
Elas eram parte de um conjunto chamado de Wunderwaffen (ou super armas, ou literalmente armas maravilha) da Alemanha Nazista.
- Visão em corte de uma V-1
- Visão em corte de uma V-2, a arma-V de maior repercussão.
- Visão em corte do princípio do V-3